# ذيفان السجقية

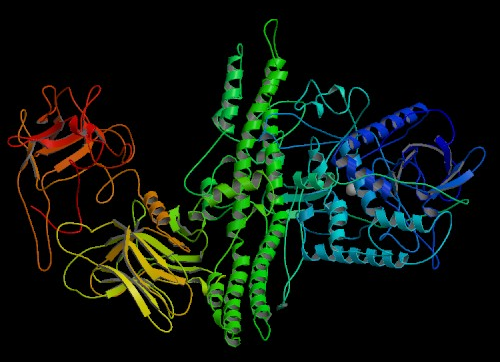
بوتوكس

ذيفان السجقية أو ذيفان الوشيقية أو ذيفان وَشيقي قتّال أو سمين البوتيولينام
(بالإنجليزية: Botulinum toxin)‏ أو بوتوكس أو بوتاكس أو سم الوشيقية، هي ناتج دمج كلمتين؛ بوتيولينيوم وتوكسين، حيث ترمز الأولى إلى اسم البكتيريا التي تستخلص منها هذه المادة والكلمة الثانية تعني سموم بالإنجليزية. وبهذا تكون هذه المادة هي عبارة عن سموم تستخرج من بكتيريا تسمى كولسترديوم بوتلينيوم أو مطثية وشيقية وهناك عدة أنواع من هذه السموم تختلف خصائصها واستخداماتها الطبية، وقد انتشر استخدامها حالياً لشلّ عضلات الوجه الذي ينتج عنه اختفاء للتجعدات الجلد.

## عمل الدواء
وظيفة البوتوكس هي لمنع النبضات العصبية الإفراج عن أستيل كولين فإنه يشل العضلات الوجه ثم ينتشر إلى الأطراف.

### استخدامات البوتوكس[11]
- العلاج للتخفيف وازالة التجاعيد بالوجه والجبهة وحول العينين
- علاج التشنجات الحركية الغير الطوعيه علاج (اللإراديه)
- مرض اضطراب الحركة النظمية
- تشنجات الوجه Hemifacial spasm
- الشلل الدماغي

## الأبحاث

### تشنج الجفن والحول
في أوائل عام 1980 قام أطباء عيون في الولايات المتحدة وكندا بتحسين استخدام توكسين البوتولينوم كعامل علاجي. وبحلول عام 1985، تم تحديد بروتوكول علمي لمواقع الحقن والجرعة تجريبيا لعلاج تشنج الجفن والحول. اعتبرت الآثار الجانبية في علاج هذه الحالة نادرة، خفيفة ويمكن علاجها.الآثار المفيدة للحقن استمرت فقط 4-6 أشهر. وهكذا، يحتاج مرضى تشنج الجفن إلى إعادة الحقن مرتين أو ثلاث مرات في السنة.في عام 1986، لم يعد مصنع ميكروسوفت وموزع البوتوكس قادرا على توريد الدواء بسبب عدم القدرة على الحصول على تأمين المسؤولية عن المنتج. أصبح المرضى يائسين، حيث تم استهلاك إمدادات البوتوكس تدريجيا، مما أجبره على التخلي عن المرضى الذين كان من المقرر أن يكونوا مستحقين الحقن المقبل. وفي فترة امتدت لأربعة أشهر، كان مرضى تشنج الجفن الأمريكان يأخذون الحقن عن طريق الأطباء ألممارسين في المركز الكندي للعيون حتى يمكن حل المسائل المتعلقة بالمسؤولية.
في ديسمبر 1989، تمت الموافقة، من قبل إدارة الغذاء والدواء الأمريكية، على البوتوكس المصنع من قبل أليرغان لعلاج الحول، تشنج الجفن، وتشنج الوجه في المرضى الذين تزيد أعمارهم عن 12 عاما.
لم يتم الموافقة على استخدام البوتوكس في الأطفال إلى الآن. ومع ذلك، فقد تم استخدامه خارج التسمية من قبل الأطباء للعديد من الحالات.